# Zout & Citroen
Zout & Citroen is een restaurant in Oosterhout van chef-kok Bram Helleman en zijn vrouw Patricia Helleman. Het restaurant heeft sinds 2020 een Michelinster.

## Locatie
De eetgelegenheid is gevestigd in de Noord-Brabantse plaats Oosterhout. Een Rijksmonument uit circa 1800-1825 geeft onderdak aan het restaurant. Het voormalige koetshuis is gelegen aan een plein, het is een smal gepleisterd gebouw met op de uiteinden springende vleugels. Het gebouw heeft grijze pannen en hoekschoorstenen. Aan de voorzijde van het gebouw zijn de bakstenen wit en de achtergevel is geel in ijsselformaat, net zoals de zuidelijke zijgevel. De warme keuken van het restaurant is gesitueerd in de vroegere keuken. De koude keuken in de voormalige woonkamer.

## Geschiedenis

### Opening
Chef-kok Bram Helleman werkte voorheen onder andere bij Vermeer. Samen met zijn vrouw Patricia is het stel sinds 2011 verantwoordelijk voor de dagelijkse leiding van Zout & Citroen. Begin 2014 heeft de toenmalige eigenaar het personeel medegedeeld dat het restaurant zou gaan sluiten vanwege een dreigend faillissement. Het stel besloot om de zaak over te nemen en is sinds februari 2014 officieel eigenaar.

### Erkenning
In januari 2020 is Zout & Citroen onderscheiden met een Michelinster van de Franse bandenfabrikant. De zaak is in 2024 onderscheiden met 14,5 van de 20 punten in de GaultMillau-gids, een half punt meer dan het jaar daarvoor. Volgens de Nederlandse gids Lekker behoort Zout & Citroen al jaren bij de 100 beste restaurants van Nederland, in 2024 stonden zij op plaats 71.